# Јеремија
Јеремија је мушко име које има хришћанско наслеђе. Потиче из старохебрејског: יִרְמְיָהוּ, (односно Yirməyāhū најчешће погрешно спеловано као Yirmiyahu) што значи „уздизати“ и „Јехова (Бог)“, па само име има значење „Бог је узвишен“. Име је библијског пророка Јеримијаде. Првобитни црквени облик Еремије, прилагођен је правилима српског језика, па је придодато почетно слово „ј“. Ово име се налази у календару православне цркве, али је заступљено међу свим хришћанским народима широм света од давнина.